# شناور تندرو تهاجمی

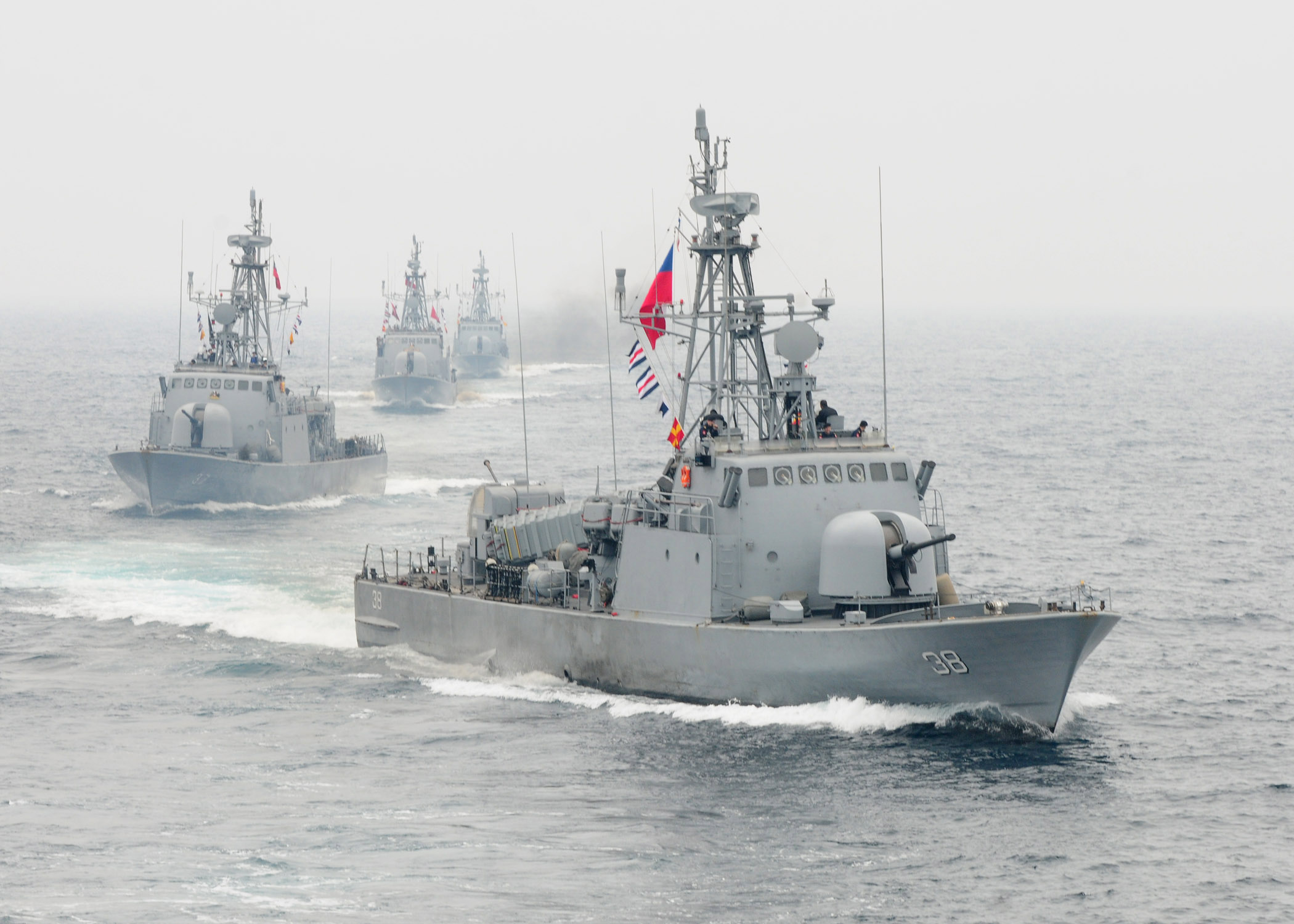
چهار شناور موشک‌انداز نیروی دریایی شیلی

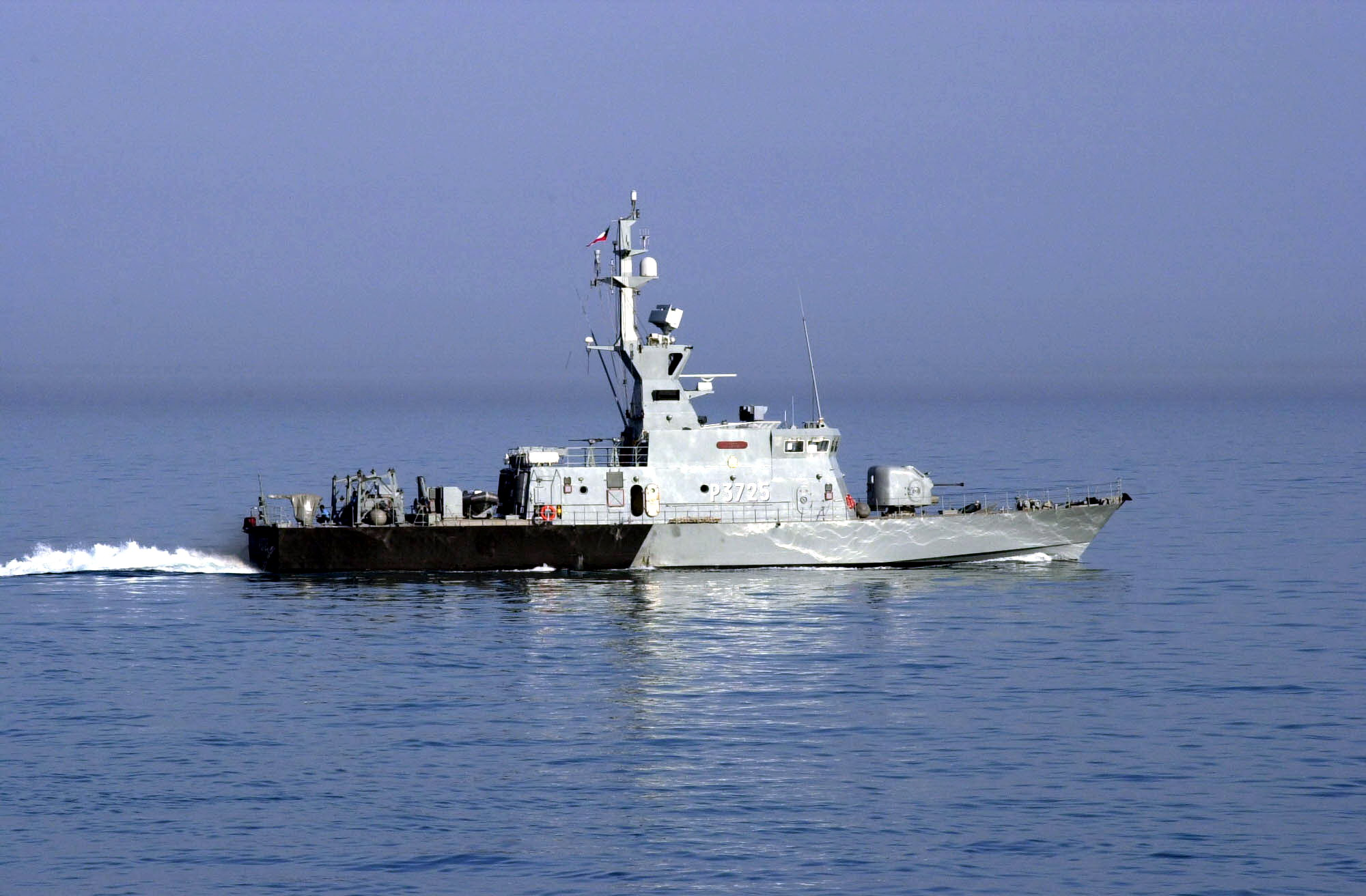
شناور موشک‌انداز و توپ‌دار نیروی دریایی کویت

شناور تندرو آفندی (تهاجمی) نوعی شناور جنگیِ کوچک، سریع، چابک و دارای قابلیت آفند و یورش است که به توپ، موشک‌های ضدکشتی یا اژدر مسلح می‌شود. این نوع شناورها معمولاً در نزدیکی خط ساحلی استفاده می‌شوند چراکه اندازهٔ کوچک آن‌ها باعث می‌شود تا مقدار محدودی سوخت، مهمات و تدارکات و آب شیرین با خود حمل کنند و در نتیجه از توانایی اقیانوس‌پیمایی و قابلیت پدافندی کامل برای عملیات در آب‌های آزاد بهره‌مند نباشند.
شناورهای تندرو معمولاً در کلاس وزنی ۵۰ تا ۴۰۰ تن ساخته شده و بیشینه سرعت آن‌ها بین ۴۵ تا ۹۵ کیلومتر بر ساعت است. امتیاز اصلی این شناورها نسبت به کشتی‌های جنگی دیگر هزینه‌های پایین‌تر تولید و استفاده از آن‌هاست.

## تاریخچه
ایدهٔ استفاده از تعداد زیادی شناورهای کوچک تندرو برای درهم ریختن ناوگان‌های بزرگ مهاجم از میانه‌های قرن نوزدهم مطرح شده بود اما در عمل موفقیت چندانی نداشت. پس از جنگ جهانی دوم با پیشرفت موشک‌های ضدکشتی این شناورها مورد توجه سیاست‌گذاران نظامی شوروی قرار گرفتند.
کلاس کومار نخستین سری از شناورهای تندرو موشک‌انداز روس‌ها بود که در ۱۹۵۷ تولید شد. این شناور به دو موشک بزرگ و پرقدرت پی-۱۵ ترمیت (نام ناتو: استیکس با ۴۰ کیلومتر برد مفید و سر جنگی ۵۰۰ کیلویی) به همراه یک توپ مسلسل دولول ۲۵ میلی‌متری مجهز بود و چهار موتور دیزلی توانایی رسیدن به سرعتی در حدود ۷۵ کیلومتر بر ساعت را به این شناور می‌بخشید. اما برد عملیاتی شناور به ۱۸۵۰ کیلومتر با سرعت ۲۲ کیلومتر محدود می‌شد و تدارکات کشتی فقط برای پنج روز کافی بود. ۴۰۰ شناور از این کلاس ساخته شده تا اینکه با شناورهای کلاس اوسا جایگزین شدند و بیشتر آن‌ها هم به متحدان شوروی فروخته شدند.
نخستین کاربرد جنگی شناورهای موشک‌انداز چند روز پس از پایان جنگ شش‌روزه سال ۱۹۶۷ رقم خورد. کومارهای مصری با چهار موشک ترمیت ناوشکن ایلات ساخت بریتانیای اسرائیل را غرق کردند و جان ۴۷ ملوان آن را گرفتند. واقعه‌ای که باعث شد اسرائیلی‌ها هم پس از آن کشتی‌های بزرگ را کنار گذاشته و شناورهای کوچکتر و سریع‌تر را به کار گیرند.
در جنگ سال ۱۹۷۱ هند و پاکستان شناورهای کلاس اوسای نیروی دریایی هند در حمله‌ای بسیار موفق با شلیک ۱۳ موشک ترمیت تقریباً نیمی از نیروی دریایی پاکستان از جمله دو ناوشکن ساخت بریتانیا و بیشتر ذخیره سوخت بندر کراچی را نابود کردند که این موفقیت نقشی حیاتی در پیروزی هند داشت.
در جنگ سال ۱۹۷۳ کشورهای عربی و اسرائیل، اولین نبرد موشکی دریایی تاریخ بین شناورهای موشک‌انداز ساعر ۳ و ساعر ۴ اسرائیلی و شناورهای موشک‌انداز کلاس کومار و کلاس اوسا مصری و سوری درگرفت. ساعرها در نبرد لاذقیه پیروزی قاطعی را کسب کردند و با موشک‌های اسرائیلی گابریل یک شناور اژدرافکن، یک کشتی مین‌روب، دو شناور موشک‌انداز کلاس کومار و یک کلاس اوسا را بدون اینکه خسارتی به خودشان برسد، غرق کردند. برد گابریل‌ها حدود نصف ترمیت‌ها بود اما اسرائیلی‌ها با اخلال الکترونیکی و خاشه‌های گمراه‌کننده رادار ترمیت‌ها را گمراه کردند تا به فاصله ۲۰ کیلومتری شناورهای سوری برسند و موشک‌های خود را شلیک کنند. تنها یکی از شناورهای کلاس اوسا مورد اصابت گابریل قرار نگرفت و هنگامی که در حال فرار بود با آتش توپ ۷۶ م‌م ساعرها غرق شد.
موفقیت‌های شناورهای موشک‌انداز کشورهای ناتو را هم به فکر پاسخ انداخت. فرانسوی‌ها و آلمانی‌ها از سال ۱۹۶۸ طراحی یک شناور تندرو موشک‌انداز را آغاز کردند. شناوری که علاوه بر این دو کشور مشتریان متعدد دیگری نیز پیدا کرد. از جمله ایران که ۱۵ فروند از آن را با نام قایق موشک‌انداز کلاس کمان سفارش داد.